# Lucius Valerius Poplicola Potitus
Lucius Valerius Poplicola Potitus war einer der beiden römischen Konsuln, die der Überlieferung nach im Jahr 449 v. Chr. die Decemviri legibus scribundis abgelöst haben. Der andere soll Marcus Horatius Barbatus gewesen sein.
Die beiden werden traditionell angesehen als die Patrizier, die die Versöhnung mit den Plebejern herbeiführten, obwohl ihre historische Existenz zweifelhaft ist. Die Gesetze, die ihnen zugeschrieben werden, sind entweder vordatiert oder späteren Datums, zum Beispiel die Lex Hortensia aus der Zeit um 287 v. Chr., mit der Plebiszite Gesetzeskraft erhielten. Zahlreiche Gründe sprechen dafür, dass das Konsulpaar des Jahres 449 v. Chr. nachträglich eingefügt wurde.